# Гран-при Кастилии и Леона
Гран-при Кастилии и Леона (исп. Gran Premio Castilla y León) — шоссейная однодневная велогонка, проходившая по территории Испании с 2002 по 2006 год.

## История
Сразу после своего создания в 2002 году гонка вошла в календарь Женского мирового шоссейного кубка UCI, в котором просуществовала на протяжении всей своей истории до 2006 года.
Маршрут гонки проходил в окрестностях одного из трёх городов автономного сообщества Кастилия-Леон — Вальядолиде, Вильяркайо-де-Мериндад-де-Кастилья-ла-Вьеха и Саламанке. Протяжённость дистанции составляла от 107,5 до 127 км.
С 2002 по 2005 год за два дня до гонки или через два дня после неё проводилась женская многодневка Вуэльта Кастилии и Леона.
Организатором выступал Club Ciclista Cadalsa, проводивший также мужскую и женскую Вуэльту Кастилии и Леона, а также женскую Гран-при города Вальядолида.

## Призёры
| Год  | Победитель      | Второй        | Третий          |
| ---- | --------------- | ------------- | --------------- |
| 2002 | Регина Шляйхер  | Петра Росснер | Мирьям Мельхерс |
| 2003 | Мирьям Мельхерс | Анита Вален   | Сара Кэрриган   |
| 2004 | Ангела Хенниг   | Ойнон Вуд     | Мирьям Мельхерс |
| 2005 | Сюзанн Юнгског  | Юдит Арндт    | Татьяна Гудерцо |
| 2006 | Николь Кук      | Юдит Арндт    | Сюзанн Юнгског  |